# Ellsworth Air Force Base
Ellsworth AFB is een vliegbasis van de United States Air Force en plaats (census-designated place) in de Amerikaanse staat South Dakota zestien kilometer ten noordoosten van de stad Rapid City en direct ten noorden van Box Elder, en valt bestuurlijk gezien onder Meade County en Pennington County.
De Host Unit op Ellsworth is de 28th Bomb Wing (28 BW). Toegewezen aan de Achtste Luchtmacht van het Global Strike Command, is de 28 BW een van de twee B-1B Lancer-Wings van de USAF, samen met de 7th Bomb Wing op Dyess Air Force Base, Texas. Sinds januari 1989 beschikt de basis over een vloot van 35 B-1 bommenwerpers. De basis is geselecteerd als de eerste basis waar in de tweede helft van de jaren 2020 de B-21 Raider wordt gestationeerd.
In Ellsworth Air Force Base zijn ongeveer 8.000 militairen en burgermedewerkers actief, hun familieleden meegerekend. In 2008 werd het trainingsgebied voor bommenwerpers uitgebreid met de Northern Plains, en aangeduid als het Powder River Training Complex.
In volle Koude Oorlog was ook een Missile Wing actief op de basis en lagen rond de basis meer dan honderd lanceersilo's voor LGM-30 Minuteman intercontinentale raketten naast drie lanceersites voor Titan's.  Bij de reductie van ICBM's werd de Missile Wing ontbonden, de raketten en silo's vernietigd met uitzondering van twee silo's die werden overgedragen aan de National Park Service waarmee de Minuteman Missile National Historic Site werd ontworpen, open voor het publiek.

## Demografie
Bij de volkstelling in 2000 werd het aantal inwoners vastgesteld op 4165.

## Geografie
Volgens het United States Census Bureau beslaat de plaats een oppervlakte van
4,9 km², geheel bestaande uit land.

## Plaatsen in de nabije omgeving
De onderstaande figuur toont nabijgelegen plaatsen in een straal van 16 km rond Ellsworth AFB.